# Лаврентьєво (Велізький район)
Лаврентьево (рос. Лаврентьево) — деревня Велізького району Смоленської області Росії. Входить до складу Велізького міського поселення.
Населення — 0 осіб (2007 рік). 